# Tula Ram
Tula Ram (? - 1850) fou un chaprasi o missatger al servei de Gobind Chandra, el darrer raja de Cachar (Kachar).
El seu pare fou assassinat o mort durant un fracassat intent de revolta i Tula Ram va fugir a les muntanyes i es va saber mantenir contra tots els intents de reduir-lo; el 1824 va donar suport als birmans en la seva invasió de Cachar i el 1829 el raja de Cachar fou forçat a cedir a Tula Ram el territori muntanyós que dominava, i va agafar el títol de Senapati (comandant en cap).
El 1834, després de l'annexió de Cachar pels britànics a la mort del raja Gobind Chandra, va signar un tractat amb la Companyia Britànica de les Índies Orientals, pel qual li fou reconegut el territori que dominava excepte el situat entre els rius Mahaur i Dayang, a la seva unió, fins a la unió entre el Dayang i el Kapili, que fou cedit als britànics; la resta entre el Mahaur al sud i el Dayang i Yamuna al nord i del Dhaneswari a l'est fins al Dayang a l'oest restaria en possessió de Tula Ram pagant un tribut anual de 4 elefants, tribut més tard canviat a un pagament en diners de 49 lliures. El 1844 a causa de la seva avançada edat i d'una malaltia que patia, Tula Ra, fou autoritzat a transferir l'autoritat als seus fills.
El seu fill gran Nokul Ram fou assassinat el 1853 en una expedició que va fer contra una tribu naga (en contra dels acords amb els britànics) i com que els seus germans va continuar governant sense seguir les instruccions britàniques, el territori fou annexionat i incorporat a la subdivisió de North Cachar (uns 4650 km² i 5000 habitants) sent conegut com a Mahal Rangilapur. Els cinc membres vius de la nissaga reial van rebre una pensió.